# 효민회
효민회(일본어: 暁民会 교우민카이[*])는 1920년(다이쇼 9년) 5월, 당시 와세다 대학 학생이었던 타카츠 마사미치, 타카세 키요시가 결성한 학생, 노동자 정치단체다. 회원 대부분이 이른바 효민공산당 사건으로 검거되었다.
와세다대 학생이었던 타카츠는 학생단체 민인동맹회를 결성한 후 동대 학생 타카세와 함께 “사회운동의 연구와 보급・계몽, 쟁의응원, 투사양성”을 목표로 1920년 5월 효민회를 결성했다. 이듬해 1921년 1월 “아나・볼 제휴”를 내걸고 제2차 『노동운동』 지가 창간되자 타카세는 여기에도 참여하고 오스기 사카에와 함께 잡지 동인의 중심이었던 콘도 에이조와 가까워졌다. 동년 3월경 콘도 등이 일본공산당 임시집행위원회를 결성하자 효민회는 여기에 조직으로서 참여했다.
동년 4월 코민테른과의 연락을 위해 중국 상해로 간 콘도는 당결성 자금으로 코민테른에게 6,500 엔을 수령했다. 그러나 돌아오는 길에 "시모노세키 유흥사건"으로 검거되어 구금되고 소지금의 출처를 틀키는 실수를 했다. 콘도는 일본공산당 임시집행위원회에서 정식 공산당 창당을 준비하던 사카이 토시히코 등에게 자금 제공을 제의했지만 거부되었기 때문에 타카세 등에게 공산당 결성을 제안했다. 8월 무렵 대학 당국에 의해 민인동맹회가 해산되자 회원들은 "일본공산당"을 자칭하여 활동하기 시작했다.
타카세 등 효민회 세력에 나카소네 겐와 등 무산사(無産社) 세력이 더해진 이들은, 코민테른 자금의 일부를 사용해 유인물을 작성, 도쿄・오사카・교토・고베 등 각지에 배포했다. 11월에는 육군대연습일에 각지의 장병들에게 “공산당 본부” 명의로 “상관에게 거역하라” 따위의 인쇄물을 송부했다. 콘도는 이것을 "공산당 결성"이라고 상해의 코민테른 관리국에 보고하여 자금을 요청했다.
그러나 11월 25일 콘도가, 12월 1일 나머지 관계자 40여명이 일제검거되었다. 콘도・타카세・나카소네 등은 8월 20일 "효민공산당"을 결성한 것으로 당국에 치부되었고(실제로 제대로 된 창당은 하지 못했다는 설이 유력하다), 피검거자 중 15명이 출판법 및 치안경찰법 위반 혐의로 기소되었다. 이것이 효민공산당 사건이다. 1922년 4월 25일 콘도는 금고 10개월, 타카세・나카소네 등 8인은 금고・벌금형을 받고 나머지는 무죄를 선고받았다. 이 사건으로 효민회는 괴멸했지만 그 회원 대부분은 동년 7월 제1차 일본공산당 창립대회에 참가했기 때문에 효민회 또는 효민공산당 그룹은 제1차 일공당의 원류 중 하나로 간주되고 있다.